# Eliaksenrivier
De Eliaksenrivier (Eliaksenjoki) is een rivier die stroomt in de Zweedse  gemeente Kiruna. De Eliaksenrivier is een rivier die begint in een moerasgebied waarin ook het 12 hectare grote Eliaksenjärvi ligt. De rivier stroomt naar het zuidzuidwesten en stroomt dan het Kuormakkajärvi in. Ze is circa 12 kilometer lang.
Afwatering: Eliaksenrivier → Kuormakkajärvi → Kuormakkarivier → Myllyrivier → Lainiorivier → Torne → Botnische Golf